# Hendrik Hondius I

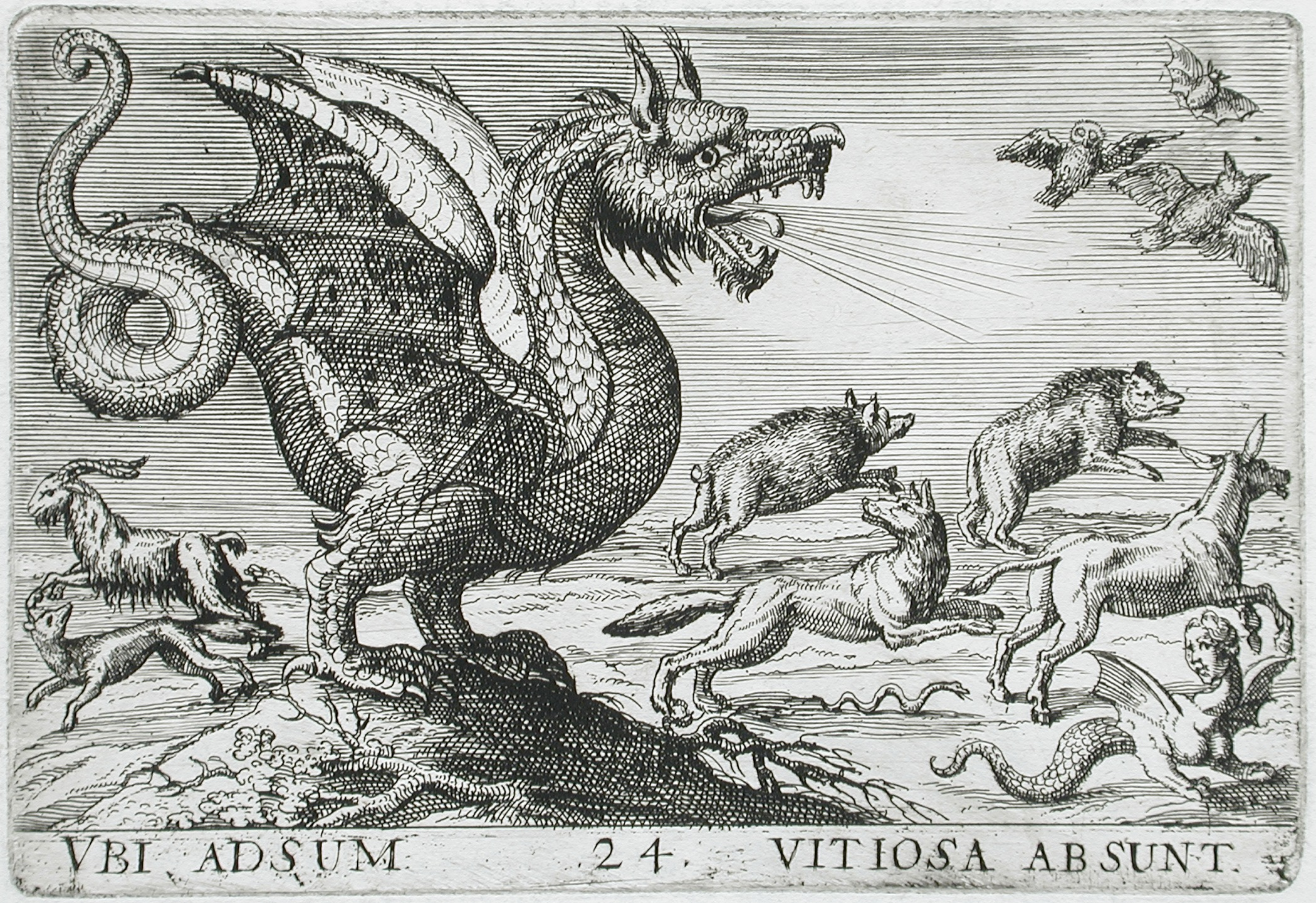
Un animal quimérico persiguiendo a otros animales (1610), Museo de Arte del Condado de Los Ángeles

Hendrik Hondius I o Hendrik Hondius el Viejo (Duffel, 9 de junio de 1573-La Haya, 1649 o 1650) fue un cartógrafo, editor y grabador neerlandés. 

## Biografía
Fue hijo de Willem de Hondt, filólogo. Discípulo de Johan Wierix, realizó grabados para Pieter Brueghel el Viejo y Karel van Mander. Realizó sobre todo retratos, entre los que destaca la serie Pictorum aliquot celebrium praecipue Germaniae inferioris Effigies (Efigies de algunos pintores famosos, principalmente de la Baja Alemania), de 1610, una colección de 69 retratos de artistas neerlandeses.
Sus hijos Willem Hondius y Hendrik Hondius III fueron también grabadores. No está relacionado con Hendrik Hondius II, otro grabador de la misma época.